# The Singles (album, Edguy)
The Singles je kompilační album německé powermetalové kapely Edguy. Album, které vyšlo 14. listopadu 2008, obsahuje všechny do té doby vydané singly Edguy.

## Seznam skladeb
1. Superheroes
2. Spooks in the attic
3. Blessing in disguise
4. Judas in the opera
5. The spirit
6. Superheroes (epická verze)
7. Lavatory love machine
8. Lavatory love machine (akustická verze)
9. I'll cry for you
10. King of fools
11. New age messiah
12. The savage union
13. Holy water
14. Life and times of a Bonus Track

## Obsazení
- Tobias Sammet – zpěv, klávesy
- Jens Ludwig – hlavní kytara
- Dirk Sauer – rytmická kytara
- Tobias Exxel – baskytara
- Felix Bohnke – bicí

### Hosté
- Michael Kiske – zpěv